# Emiliasaura
Emiliasaura (llangardaix femella d'Emilia) és un gènere extint de dinosaures ornitòpodes iguanodòntids que van viure al Cretaci inferior en el que avui dia és Argentina, concretament la formació Mulichinco, a la província de Neuquén. Va ser descobert el 2009, anunciat el 2024 i va ser classificat com a nou gènere el 2025. Només consta d'una espècie, Emiliasaura alessandrii. El nom del gènere fa referència a Emilia Ondettia de Fix, la fundadora del primer museu a Las Lajas, una ciutat molt propera al lloc del descobriment, mentre que el nom de l'espècie és en honor de Carlos Alessandri, qui va descobrir les restes fòssils de l'holotip. Es creu que podria ser un rabdodontomorf.